# 蜀国公主 (遼)
蜀国公主（しょくこくこうしゅ、1101年以降 - ?）は、遼の公主。姓は耶律（やりつ）、諱は余里衍（よりえん）。

## 経歴
天祚帝の娘であり、母は蕭文妃。保大2年（1122年）、金の太祖が燕京を陥落させた際に、戦利品として捕らえられた。また、天祚帝の他の皇女たち（蕭元妃の産んだ3人の皇女、宮女の産んだ2人の皇女）や皇族の妃嬪なども同様の境遇となった。
保大5年（1125年）、天祚帝の降伏で遼は滅んだ。蜀国公主は、金の太祖の次男の斡離不に側室として与えられた。斡離不はのちに美貌で知られた北宋の皇女の茂徳帝姫趙福金も側室としている。

## 伝記資料
- 『遼史』公主表
- 『遼史』巻71 列伝第1
- 『金史』巻74 列伝第12